# Kőris-hegy
A Kőris-hegy a Bakony legmagasabb hegye (709 m). Bakonybéltől 5 km-re északkeletre, a Magas-bakonyi Tájvédelmi Körzetben található. Az Országos Kéktúra útvonala érinti a csúcsát. Veszprém vármegyének és a Közép-Dunántúlnak is a legmagasabb pontja.

## Nevének eredete
A Kőris-hegy a hegyoldalakon elterülő és azokat beborító kőriserdőkről kapta nevét.

## Barlangjai
Az Odvas-kői-barlang egy 1951 óta régészeti védelem alatt álló barlang. 1982-ben pedig fokozottan védett lett tudománytörténeti értékei miatt. Régen ismert üreg. Egy 1037-ben I. István magyar király által kiadott adománylevélben fel van tüntetve az Oduaskw (Odvas-kő) név, ami az első, barlangra utaló földrajzi név írásos dokumentuma Magyarországon.
Nem messze tőle található a Kőris-hegyi-ördöglik. 

## Érdekességek

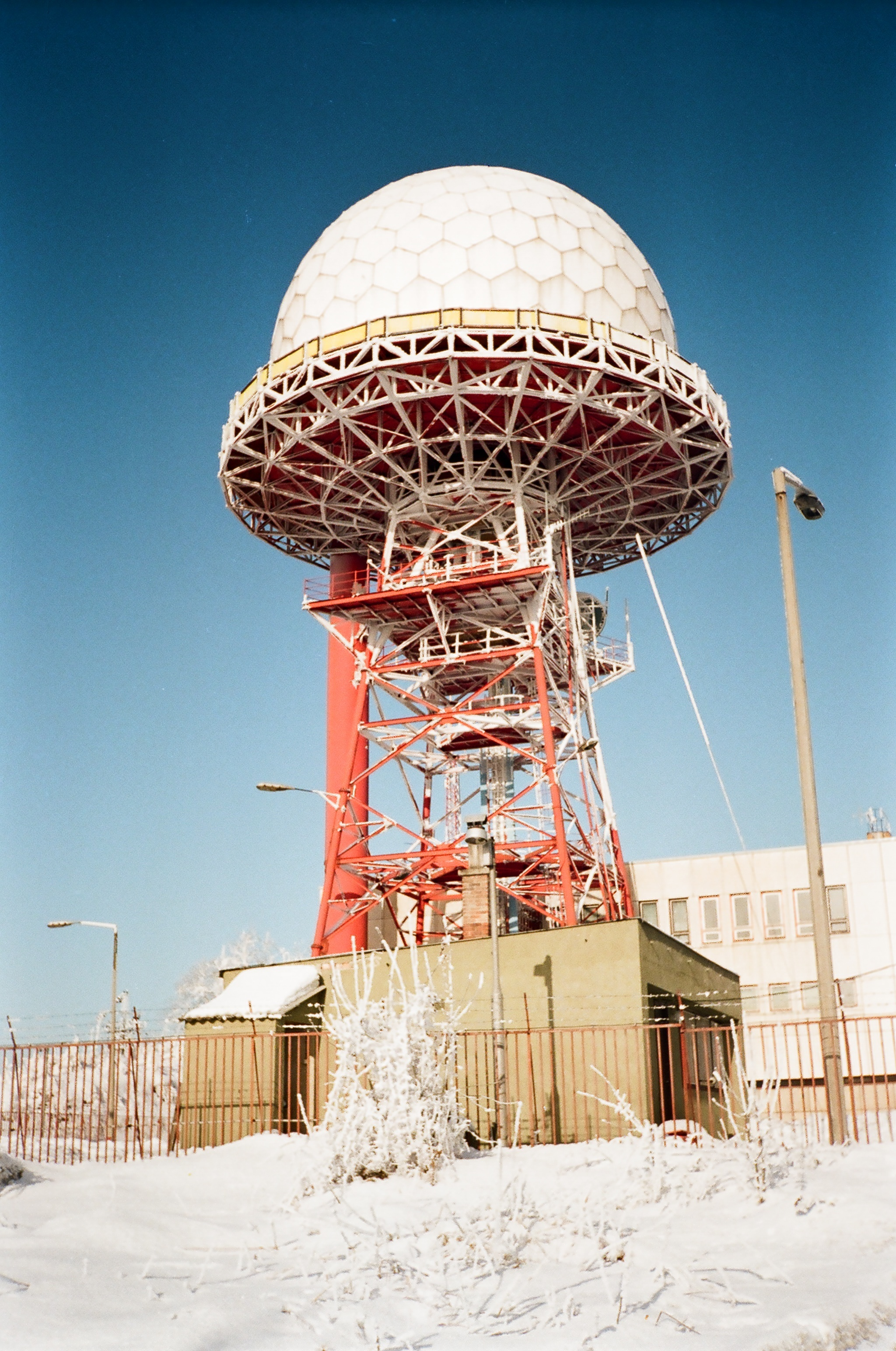
A Kőris-hegyi radarállomás 1993 decemberében

- A hegy csúcsán található a háromszintes, faszerkezetes Vajda Péter-kilátó, melyet 1920-ban építettek. A kilátót 1962-ben újjáépítették, majd 2002-ben megerősítették. A kilátóból a Balaton, a Tapolcai-medence tanúhegyei, a Somló, Győr, Székesfehérvár, a Vértes vagy a Gerecse is jól látszanak.
- A tetőn 1976-ban polgári légiirányítást kiszolgáló távolkörzeti radarállomás épült,[2] amelyet a HungaroControl üzemeltet.[3]
- 1987. október 19-én egy Mi–9-es szovjet helikopter csapódott a hegynek, amelynek következtében öt tábornok vesztette életét.[4]